# Campionat d'Espanya de motociclisme de velocitat 1976
La temporada de 1976 del CEV, denominat oficialment Campionat d'Espanya de velocitat,  fou la 27a edició d'aquest campionat, organitzat per la Reial Federació Motociclista Espanyola. El calendari oficial constava de 9 proves puntuables. Tres de les proves programades es disputaren als Països Catalans: Cullera, Castelló de la Plana (Trofeu de la Magdalena) i Martorelles.

## Classificació final

### 50cc
| Posició | Pilot             | Motocicleta | Punts   |
| ------- | ----------------- | ----------- | ------- |
| 1       | Ángel Nieto       | Bultaco     | 75 (90) |
| 2       | Ricardo Tormo     | Kreidler    | 61      |
| 3       | Gaspar Legaz      | Kreidler?   | 49 (55) |
| 4       | Xavier Mira       | Derbi?      | 44      |
| 5       | Jorge Navarrete   | Derbi?      | 43 (48) |
| 6       | Salvador Ventosa  | Derbi?      | 31      |
| 7       | E. Ferrera        | ?           | 23      |
| 8       | Jaume Alguersuari | Derbi?      | 23      |
| 9       | Benjamí Grau      | Derbi       | 22      |
| 10      | J. Soroa          | ?           | 20      |

### 125cc
| Posició | Pilot                 | Motocicleta | Punts   |
| ------- | --------------------- | ----------- | ------- |
| 1       | Ángel Nieto           | Bultaco     | 75      |
| 2       | Francisco Román       | Mobylette?  | 64 (74) |
| 3       | Jorge Navarrete       | Yamaha?     | 53 (61) |
| 4       | Agustín Pérez Calafat | Morbidelli? | 51      |
| 5       | Ángel del Pozo        | Morbidelli? | 44 (48) |
| 6       | Enrique Escuder       | Bultaco?    | 39      |
| 7       | Ramón Pano            | Bultaco?    | 33 (44) |
| 8       | A. Perurena           | ?           | 30 (38) |
| 9       | J. L. Alemany         | ?           | 25 (32) |
| 10      | R. Vergara            | ?           | 25      |

### 250cc
| Posició | Pilot                   | Motocicleta     | Punts    |
| ------- | ----------------------- | --------------- | -------- |
| 1       | Benjamí Grau            | Derbi           | 75 (102) |
| 2       | Jaume Samaranch         | Yamaha?         | 54       |
| 3       | Agustín Pérez Calafat   | Yamaha?         | 50 (69)  |
| 4       | Francisco Pérez Calafat | Yamaha?         | 46 (56)  |
| 5       | Pedro Cegarra           | ?               | 38       |
| 6       | Miguel Angel Cortés     | ?               | 32 (37)  |
| 7       | Josep Maria Mallol      | Harley-Davidson | 30       |
| 8       | Víctor Palomo           | Yamaha          | 30       |
| 9       | Enrique Escuder         | Bultaco?        | 29       |
| 10      | Ginés Salinas           | ?               | 22       |

### 750cc
| Posició | Pilot                   | Motocicleta | Punts   |
| ------- | ----------------------- | ----------- | ------- |
| 1       | Benjamí Grau            | Yamaha      | 57 (67) |
| 2       | Francisco Pérez Calafat | Yamaha?     | 49 (65) |
| 3       | Jaume Samaranch         | Yamaha?     | 44      |
| 4       | Víctor Palomo           | Yamaha      | 30      |
| 5       | Carlos de San Antonio   | Yamaha?     | 26      |
| 6       | Carlos Morante          | Yamaha?     | 20      |
| 7       | Ignasi Roger            | ?           | 16      |
| 8       | Miguel Angel Cortés     | ?           | 15      |
| 9       | Jordi Vilaseca          | ?           | 15      |
| 10      | Miguel A. Escobosa      | Montesa?    | 13      |